# مارك جونسون (متزلج لوحي)
مارك جونسون (بالإنجليزية: Marc Johnson)‏ هو متزلج لوحي أمريكي، ولد في 6 يناير 1977 في وينستون-سالم في الولايات المتحدة.